# Іно Тадатака
Іно Тадатака (11 лютого 1745 — 17 травня 1818) — японський картограф і топограф періоду Едо. Склав першу точну карту Японського архіпелагу.

## Життєпис
Народився 1745 року в прибережному містечку Кудзюкурі провінції Кадзуса. 1761 року було всиновлено родом Іно (з представницею останнього Тадатака оженився), що займалося виготовленням і продажем саке, соєвого соусу. Згодом увійшов до родинного бізнесу. У справах часто подорожував країною, розширюючи клієнтуру та брав участь у закупівлях рису для саке. Завдяки своїм знанням і наполегливості значно збільшив капітал й виробництво. У віці 49 років (близько 1794 року) відійшов від справ, передавши їх старшому синові.
Незабаром перебирається до Едо, де стає учнем вченого Такахасі Йосітокі, від якого він дізнався про західну астрономію, географію та математику. 1800 року дістав дозвіл від бакуфу на проведення топографічних і географічних досліджень держави, але повинен був для цього витрачати власні кошти. Іно Тадатака протягом 17 років досліджував берегову лінію Японії та частину внутрішніх територій. Втім до самої смерті у 1818 році не встиг закінчити створення мапи. Це завершила у 1821 році його команда на чолі із сином Іно Тадатаки.
На знак пошани встановлено декілька пам'ятників, і всі зображують його у вигляді подорожнього, який іде.

## Картографія

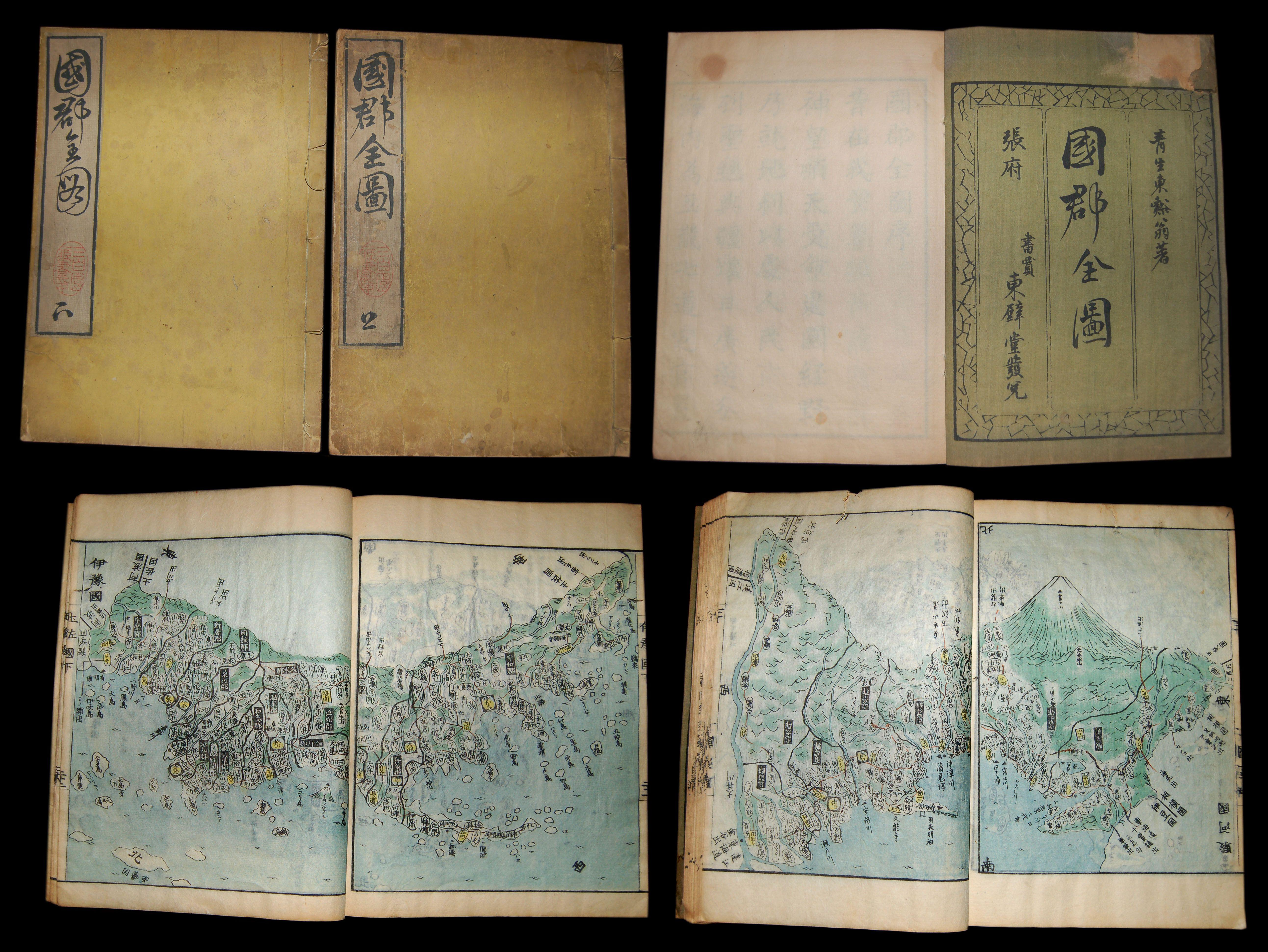
Мапа Іно Тадатака

Основна заслуга полягає у створенні першої мапи Японських островів. Для цього Іно Тадатака проїхав 34 913 км, витративши 3736 днів на вимірювання. При цьому витратив власні кошти у перерахунки на теперішні — більше 200 тис. доларів США. В подальшому сьогунат підтримав проєкт і в підсумку забезпечив 80 % фінансування на завершальному етапі.
Насамперед Тадатака відправився пішки зі столиці до Сангарської протоці, що відокремлює острів Хонсю від Хоккайдо. У свої 56 років він щодня проходив пішки по 40 км. Спочатку провів дослідження від Едо до Немуро (на території сучасного Хоккайдо) уздовж шляху Осю. Він продовжував виконувати вимірювання в інших частинах східної Японії до 1803 року. 1804 року подав звіти про свою діяльність, а також попередні мапи. Зрештою Іно Тадатаку було зараховано до штату бакуфу й призначено офіційним картографом.
Він видав детальні карти (деякі — в масштабі 1:36 000, інші — 1:216 000) з окремих частин Японії, переважно в Кюсю та Хоккайдо. Він самостійно обчислив довжину земного меридіана і визначив, що в одному градусі 111 км, а окружність Землі дорівнює 40 тисячам км. Сучасні розрахунки показали: похибка в складених Іно Тадатака мапах не перевищує 0,1 %. При проведенні топографічної зйомки на площині Іно застосовував для визначення координат віддалених точок давньохідний метод перетину ліній, званий «дзюнбо» (або «кокайхо»).
У 1821 році вийшла перша мапа Японського архіпелагу масштабом 1:216 000, діставши назву «Дай Ніхон Енкай Йоті Дзендзу» яп. 大日本沿海輿地全図 — «Мапа узбережжя Японії». Вона мала 3 аркуші масштабних мап 1:432 000, що показували країну на 8 сторінках в 1:216 000 і мали 214 сторінок окремих прибережних районів з масштабом 1:36 000. У 1830 році при від'їзді з Японії в багажі німецького вченого Філіпа Зібольда знайшли карти Іно Тадатака, що дало підстави для звинувачення Зібольда в шпигунстві. Його затримали, але через деякий час відпустили. Як згодом з'ясувалося, він зумів скопіювати більшу частину мап, завдяки чому вони потрапили до Європи.
Мапи Іно залишалися головними мапами Японії протягом 108 років, 1880 року стали основою для карти усієї Японії (випущено в період Мейдзі). Мапи, створені на основі роботи Тадатаки використовувалися ще в 1924 році. Згодом більшість мап було знищено внаслідок пожеж або війн. Останню повну копію виявлено у 2001 році в колекції Бібліотеки Конгресу США.